# Східна канадська хокейна асоціація
Східна канадська хокейна асоціація (СКХА; англ. Eastern Canada Amateur Hockey Association; фр. Eastern Canada Amateur Hockey Association) — аматорська, пізніше професійна хокейна ліга, що існувала у 1905—1909 роках, у лізі виступали клуби з Канади.
Заснована 11 грудня 1905 року з топ-клубів двох інших ліг: чотири з Канадської аматорської хокейної ліги (CAHL) та два клуби з Федеральної аматорської хокейної ліги (FAHL). Мета ліги була максимізувати доходи клубів, популяризація гри та допомагти клубам перейти від статусу аматорів до професіоналів. Зміна статусу ліги відбулась у 1908 році, того ж року в лізі відбувається розкол. Одна частина команд змагається за аматорський Кубок Аллана (сама ліга є засновником даного Кубку), інша виборює серед «профі» Кубок Стенлі. У 1909 році ліга припинила своє існування. Правонаступником ліги стала Національна хокейна асоціація.

## Клуби
| Сезон     | Команда                                                                                         | Чемпіон                                        |
| --------- | ----------------------------------------------------------------------------------------------- | ---------------------------------------------- |
| 1906      | ХК Монреаль, Монреаль Шемрокс, Монреаль Вікторіас, Монреаль Вондерерс†A, ХК Оттава†A, ХК Квебек | Оттава перемогла Вондерерс по сумі двох матчів |
| 1907      | ХК Монреаль, Монреаль Шемрокс, Монреаль Вікторіас, Монреаль Вондерерс†, ХК Оттава, ХК Квебек    | Монреаль Вондерерс                             |
| 1907–1908 | ХК Монреаль, Монреаль Шемрокс, Монреаль Вікторіас, Монреаль Вондерерс†, ХК Оттава, ХК Квебек    | Монреаль Вондерерс                             |
| 1909      | Монреаль Шемрокс, Монреаль Вондерерс, ХК Оттава†, ХК Квебек                                     | ХК Оттава                                      |

† Володар Кубка Стенлі.

## Сезони

### 1906
| Команда            | І  | В | П | Н  | ШЗ | ШП | Очки |
| ------------------ | -- | - | - | -- | -- | -- | ---- |
| ХК Оттава          | 10 | 9 | 0 | 1  | 90 | 42 | 18   |
| Монреаль Вондерерс | 10 | 9 | 0 | 1  | 74 | 38 | 18   |
| Монреаль Вікторіас | 10 | 6 | 0 | 4  | 76 | 38 | 12   |
| ХК Квебек          | 10 | 3 | 0 | 7  | 57 | 70 | 6    |
| ХК Монреаль        | 10 | 3 | 0 | 7  | 49 | 63 | 6    |
| Монреаль Шемрокс   | 10 | 0 | 0 | 10 | 30 | 90 | 0    |

### 1907

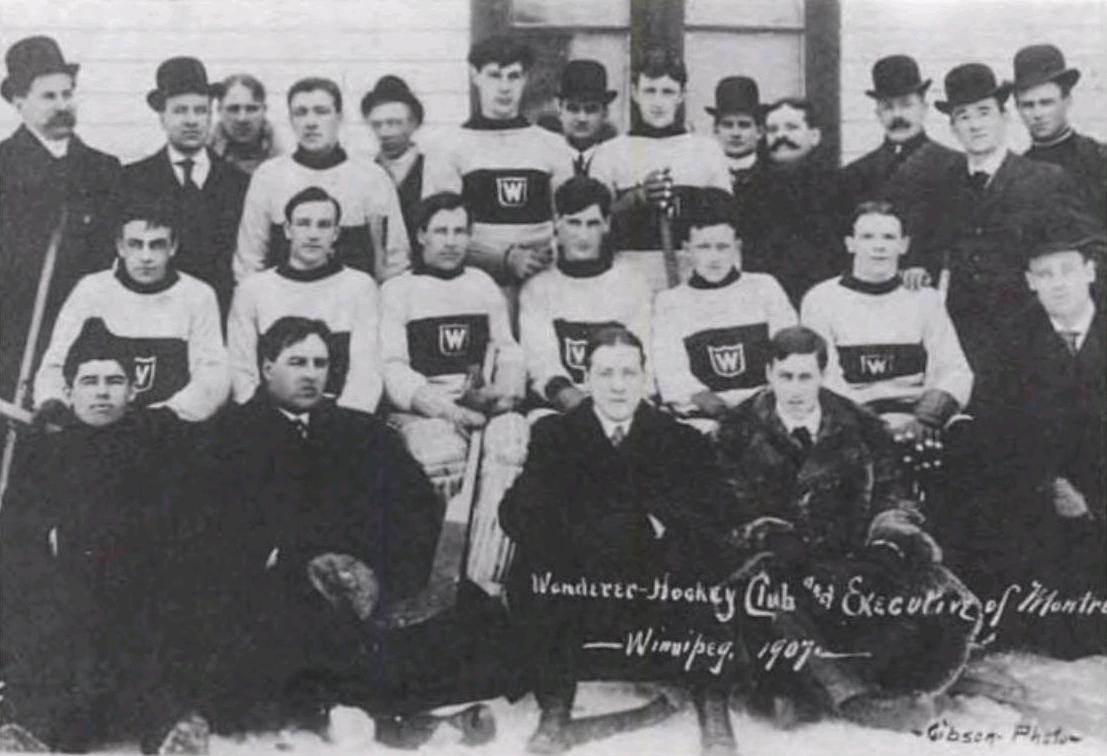
Гравці «Вондерерс».

| Команда            | І  | В  | П | Н | ШЗ  | ШП  | Очки |
| ------------------ | -- | -- | - | - | --- | --- | ---- |
| Монреаль Вондерерс | 10 | 10 | 0 | 0 | 105 | 39  | 20   |
| ХК Оттава          | 10 | 7  | 0 | 3 | 76  | 54  | 14   |
| Монреаль Вікторіас | 10 | 6  | 0 | 4 | 101 | 70  | 12   |
| ХК Монреаль        | 10 | 3  | 0 | 7 | 58  | 83  | 6    |
| ХК Квебек          | 10 | 2  | 0 | 8 | 62  | 88  | 4    |
| Монреаль Шемрокс   | 10 | 2  | 0 | 8 | 52  | 120 | 4    |

Фінал Кубка Стенлі
| 27 грудня, 1906                        | Монреаль Вондерерс | 10–3 | Нью-Гласгоу |
| 29 березня, 1906                       | Монреаль Вондерерс | 7–2  | Нью-Гласгоу |
| Монреаль Вондерерс переміг у серії 2:0 |                    |      |             |

### 1908
| Команда            | І  | В | П | Н | ШЗ | ШП  | Очки |
| ------------------ | -- | - | - | - | -- | --- | ---- |
| Монреаль Вондерерс | 10 | 8 | 0 | 2 | 63 | 52  | 16   |
| ХК Оттава          | 10 | 7 | 0 | 3 | 86 | 51  | 14   |
| ХК Квебек          | 10 | 5 | 0 | 5 | 81 | 74  | 10   |
| Монреаль Шемрокс   | 10 | 5 | 0 | 5 | 53 | 49  | 10   |
| Монреаль Вікторіас | 10 | 4 | 0 | 6 | 73 | 78  | 8    |
| ХК Монреаль        | 10 | 1 | 0 | 9 | 53 | 105 | 2    |

### 1909
| Команда            | І  | В  | П | Н  | ШЗ  | ШП  | Очки |
| ------------------ | -- | -- | - | -- | --- | --- | ---- |
| ХК Оттава          | 12 | 10 | 0 | 2  | 117 | 63  | 20   |
| Монреаль Вондерерс | 12 | 9  | 0 | 3  | 82  | 61  | 18   |
| ХК Квебек          | 12 | 3  | 0 | 9  | 78  | 106 | 6    |
| Монреаль Шемрокс   | 12 | 2  | 0 | 10 | 56  | 103 | 4    |

Фінал Кубка Стенлі
| 28 грудня, 1908                          | Монреаль Вондерерс | 7–3 | Едмонтон           |
| 30 березня, 1908                         | Едмонтон           | 7–6 | Монреаль Вондерерс |
| Монреаль Вондерерс переміг у серії 13:10 |                    |     |                    |